# میناکشی تاپار
میناکشی تاپار (به انگلیسی:Meenakshi Thapar) بازیگری هندی است که در فیلم‌های هندی زبان فعالیت دارد. تاپار در درادون متولد شد. او نخستین فیلم خود را در فیلم ترسناک ۴۰۴ در سال۲۰۱۱ انجام داد.
در آوریل ۲۰۱۲ میلادی، هنگام فیلمبرداری فیلم هروئین، توسط بازیگر دیگری که نقش جزئی در این فیلم داشت، به نام Amit Jaiswal و دوست دختر او، به نام Pretti Surin، که از صحبت‌های او در مورد ثروت خانواده اش شنیده بود، ربوده شد. ربایندگان در خواست ۱٫۵ میلیون روپیه (حدود ۲۹٬۰۰۰ دلار آمریکا) پول به عنوان باج درخواست کردند. آن‌ها به مادرش گفتند که اگر این مبلغ از سوی آن‌ها پرداخت نشود، از وی فیلم‌های نامناسبی گرفته و پخش خواهند کرد. مادر وی ۶۰٬۰۰۰ پوند روپیه پرداخت کرد. میناکشی پس از مدتی در هتلی در گوراخپور خفه شد و سر از بدنش جدا شد. نیم تنه او را در یک مخزن آب رها کردند و سرش را در راه بمبئی از اتوبوس به بیرون پرتاب کردند. مجرمان دستگیر شدند و به جرم خود اعتراف کردند
در تاریخ ۹ می ۲۰۱۸ میلادی، دادگاه جلسه ای در جنوب بمبئی روز چهارشنبه دو هنرمند جوان را در مورد آدم‌ربایی و قتل میناکشی تاپار در سال ۲۰۱۲ میلادی محکوم کرد.
قاضی شخصی به نام آمیت جیسوال، ۳۶ ساله و دوست دخترش پرتی سورین، ۲۶ ساله را تحت بندهای ۳۰۲ (قتل) و ۳۶۴-A (آدم‌ربایی) مقصر شناخت و آن‌ها را محکوم کرد.
دادستان ویژه عمومی اوجوال نیکام به رسانه‌ها گفت: "قاضی آدم‌رباها را در سه مورد اصلی آدم‌ربایی، زورگیری و قتل بازیگر هندی میناکشی تاپار مقصر شناخته و به حبس ابد محکوم کرد.